# Eishockey-Weltmeisterschaft der Frauen 1990
Die Eishockey-Weltmeisterschaft der Frauen wurde 1990 erstmals ausgetragen. Das erste Turnier der acht besten Frauen-Eishockey-Mannschaften fand vom 19. bis zum 25. März in Ottawa in Kanada statt. Erster Eishockey-Weltmeister der Frauen wurde Kanada. Beste Scorerin des Turniers war die US-Amerikanerin Cindy Curley mit elf Toren und zwölf Torvorlagen.

## Teilnehmer
Qualifiziert waren neben Gastgeber Kanada und den USA die fünf besten Teams der Eishockey-Europameisterschaft 1989 sowie Japan als einzige asiatische Mannschaft. 
- Deutschland (3. EM)
- Finnland (Europameister)
- Japan
- Kanada (Gastgeber)
- Norwegen (4. EM)
- Schweden (2. EM)
- Schweiz (5. EM)
- USA

## Vorrunde
| Teams             | CAN  | SWE  | BRD  | JPN  | Tore  | Pkt. |
| ----------------- | ---- | ---- | ---- | ---- | ----- | ---- |
| 1. Kanada         |      | 15:1 | 17:0 | 18:0 | 50:1  | 6:0  |
| 2. Schweden       | 1:15 |      | 7:0  | 11:4 | 19:19 | 4:2  |
| 3. BR Deutschland | 0:17 | 0:7  |      | 4:1  | 4:25  | 2:4  |
| 4. Japan          | 0:18 | 4:11 | 1:4  |      | 5:33  | 0:6  |

| Teams       | USA  | FIN  | SUI  | NOR  | Tore  | Pkt. |
| ----------- | ---- | ---- | ---- | ---- | ----- | ---- |
| 1. USA      |      | 5:4  | 16:3 | 17:0 | 38:7  | 6:0  |
| 2. Finnland | 4:5  |      | 10:0 | 10:1 | 24:6  | 4:2  |
| 3. Schweiz  | 3:16 | 0:10 |      | 8:3  | 11:29 | 2:4  |
| 4. Norwegen | 0:17 | 1:10 | 3:8  |      | 4:35  | 0:6  |

## Platzierungsspiele um die Plätze 5–8
| Spiele um Platz 5–8 |        |                |   |          |                   |
| 24. März 1990       | Ottawa | Schweiz        | – | Japan    | 5:4 (1:1,3:1,1:2) |
| 24. März 1990       | Ottawa | BR Deutschland | – | Norwegen | 3:6 (2:3,1:1,0:2) |
|                     |        |                |   |          |                   |
| Spiel um Platz 7    |        |                |   |          |                   |
| 25. März 1990       | Ottawa | BR Deutschland | – | Japan    | 9:2 (2:1,1:1,6:0) |
|                     |        |                |   |          |                   |
| Spiel um Platz 5    |        |                |   |          |                   |
| 25. März 1990       | Ottawa | Schweiz        | – | Norwegen | 7:6 (3:2,0:2,4:2) |

## Play-offs
| Halbfinale       |        |          |   |          |                    |
| 24. März 1990    | Ottawa | USA      | – | Schweden | 10:3 (4:3,3:0,3:0) |
| 24. März 1990    | Ottawa | Kanada   | – | Finnland | 6:5 (3:1,3:2,0:2)  |
|                  |        |          |   |          |                    |
| Spiel um Platz 3 |        |          |   |          |                    |
| 25. März 1990    | Ottawa | Finnland | – | Schweden | 6:3 (2:1,4:2,0:0)  |
|                  |        |          |   |          |                    |
| Finale           |        |          |   |          |                    |
| 25. März 1990    | Ottawa | Kanada   | – | USA      | 5:2 (2:2,1:0,2:0)  |

## Meistermannschaften
| Weltmeister Kanada | Denise Caron, Cathy Phillips – Judy Diduck, Geraldine Heaney, Theresa Hutchinson, Dawn McGuire, Diane Michaud, Brenda Richard – Shirley Cameron, Heather Ginzel, Angela James, France Montour, Kim Ratushny, Sue Scherer, Laura Schuler, France St. Louis, Vicky Sunohara, Margot Verlaan, Stacy Wilson, Susie Yuen Trainer: Dave McMaster |
| Silber USA         | Lauren Apollo, Beth Beagan, Lisa Brown, Tina Cardinale, Heidi Chalupnik, Cindy Curley, Shawna Davidson, Maria Dennis, Kelly Dyer, Kimberley Eisenreid, Cammi Granato, Mary Jones, Sue Merz, Kelly O’Leary, Kelly Owen, Judy Parish, Yvonne Percy, Julie Sasner, Jeanine Sobek, Sharon Stidsen Trainer: Don Macleod                         |
| Bronze Finnland    | Ritva Ahola, Anne Haanpää, Päivi Halonen, Kirsi Hirvonen, Minna Honkanen, Marianne Ihalainen, Johanna Ikonen, Katri Javanainen, Liisa Karikoski, Sari Krooks, Katja Lavonius, Marika Lehtimäki, Katri-Helena Luomajoki, Leena Majaranta, Riikka Nieminen, Leena Pajunen, Tiina Pihala, Jaana Rautavuoma, Tiia Reima, Liisa-Maria Sneck     |

## Abschlussplatzierung der WM
| Pl | Team           |
| -- | -------------- |
| 1  | Kanada         |
| 2  | USA            |
| 3  | Finnland       |
| 4  | Schweden       |
| 5  | Schweiz        |
| 6  | Norwegen       |
| 7  | BR Deutschland |
| 8  | Japan          |